# محرزية العبيدي
محرزية العبيدي معيزة ولدت في 17 ديسمبر 1963 بقرية المزيرعة (ولاية نابل) وتوفيت في 22 يناير 2021 في باريس، هي سياسية ومترجمة فورية تونسية، من قيادات حركة النهضة.

## السيرة الذاتية
درست محرزية العبيدي في المعهد الثانوي المختلط في قرمبالية أين تحصلت على شهادة الباكالوريا في 1982. بعد ذلك انتقلت للدراسة إلى دار المعلمين العليا بسوسة حتى 1986. بعد ذلك سافرت إلى فرنسا مع زوجها، الذي يعمل مهندسا في الاتصالات، لتدرس في المدرسة العليا للمترجميين الشفويين والتحريريين في السوربون (اختصاص الترجمة الاقتصادية والقانونية). تحصلت العبيدي فلى شهادة ماجستير في الترجمة الاقتصادية و شهادة دراسات معمقة في الأدب الإنجليزي والدراسات المسرحية في 1992، وبدأت تدرس الترجمة في المعهد الأوروبي للعلوم الإنسانية في سان دوني في ضواحي باريس.

تقوم محرزية العبيدي بإلقاء محاضرات حول التربية في المجتمعات متعددة الثقافات، المرأة، الدين والمجتمع. كذلك تنشط مع أديان من أجل السلام، وهي منظمة دولية غير حكومية معترف بها لدى الأمم المتحدة. ترأس كذلك منذ 2006 شبكة نساء مؤمنات من أجل السلام. في 2009، أصبحت عضوة في المجلس الأوروبي للزعماء الدينيين. محرزية العبيدي تعارض لبس النقاب في الأماكن العامة في فرنسا، ولكن لا تعارضه في تونس.

ترشحت محرزية العبيدي لانتخابات 23 أكتوبر 2011 وفازت بمقعد في المجلس الوطني التأسيسي عن حركة النهضة في دائرة فرنسا الأولى الانتخابية. في 22 نوفمبر 2011، تم انتخابها كنائبة أولى لرئيس المجلس مصطفى بن جعفر. بكونها في هذا المنصب إذا عضويتها في مكتب المجلس، لا يحق لها عضوية اللجان.

ترشحت مرة ثانية لانتخابات 26 أكتوبر 2014 وفازت بمقعد في مجلس نواب الشعب عن النهضة ولكن هذه المرة في دائرة نابل الثانية الانتخابية. في هذا المجلس هي رئيسة لجنة شؤون المرأة والأسرة والطفولة والشباب والمسنين وعضوة لجنة الشباب والشؤون الثقافية والتربية والبحث العلمي.

العبيدي هي عضوة في مجلس شورى حركة النهضة.

## الحياة الشخصية
محرزية العبيدي متزوجة وأم لثلاثة أبناء. تقيم عائلتها في فرنسا.

## وفاتها
توفيت محرزية العبيدي في باريس فجر يوم الجمعة 22 يناير 2021م الموافق فيه 9 جمادى الآخرة 1442هـ، عن عمر ناهز 57 سنة، وذلك بعد صراع مع مرض نادر في الدماغ. ونظمت يوم السبت 23 يناير مراسم صلاة الجنازة عليها في باريس، بحضور الرئيس التونسي السابق المنصف المرزوقي والوزراء السابقين منجي مرزوق وسهام بادي وسليم بن حميدان والقنصل العام التونسي بباريس، ثم تم نقل جثمانها إلى تونس في نفس اليوم. 

وكان فاستقبال الجثمان في المطار كل من رئيس مجلس نواب الشعب راشد الغنوشي ورئيس الحكومة هشام المشيشي ورئيس البرلمان السابق عبد الفتاح مورو، وجمع من النواب البرلمانيين وقيادات حركة النهضة. 

نظمت مراسم الجنازة والتأبين يوم الأحد 23 يناير في مدينة قرمبالية بحضور رئيس بلدية المدينة مكرم عطية ورئيس البرلمان الحالي راشد الغنوشي والسابق عبد الفتاح مورو ورئيس المجلس الوطني التأسيسي مصطفى بن جعفر ووالي نابل محمد رضا مليكة ورئيس هيئة الانتخابات نبيل بفون وشيخة مدينة تونس سعاد عبد الرحيم وعدد كبير من قيادات حركة النهضة والنواب البرلمانيين السابقين والحاليين ومجموعة من السياسيين من مختلف الأحزاب السياسية. 

وصدرت عدة بيانات نعي وعزاء من قبل رئيس المجلس الأعلى للدولة الليبي خالد المشري والمنتدى الإسلامي العالمي للبرلمانيين وجماعة العدل والإحسان المغربية وحركة مجتمع السلم الجزائرية وحركة حماس الفلسطينية والتجمع الوطني للإصلاح والتنمية - تواصل الموريتاني. كما تلقت حركة النهضة بيانات تعزية عن سفراء قطر والهند والجزائر والكويت والمغرب وأندونيسيا وإيران والولايات المتحدة والسويد وفرنسا وتركيا والعراق وفلسطين.

## مؤلفاتها
- إبراهيم، استيقظ، لقد أصبحوا مجانين، مع لورون كلاين، دار نشر Atelier، باريس، 2004.
- الديانة هل تمكن أن تجعلنا سعداء، مع ميشال سفراتي ولوي برنو، دار نشر Atelier، باريس، 2004.
- هل يوجد شيء بعد الموت، مع كلود غوفريه وسيريل جافاري وألان هوزيو، دار نشر Atelier، باريس، 2004.
- الديانات في مواجهة قضايا الحياة، مع جوزيف بوير وباتريك كول وجوزيف هرفو ولورون كلاين، دار نشر Atelier، باريس، 2005.
- أسس الحياة: دليل التربية، مع جوزيف هرفو ولورون كلاين وجوزيف بوير، دار نشر Atelier، باريس، 2006.
- الأديان. أنماط الحياة، تعليمات، مع جوزيف بوير وباتريك كول وجوزيف هرفو ولورون كلاين، دار نشر Atelier، باريس، 2011.

## مقالات ذات صلة
- حركة النهضة (تونس).

## روابط خارجية
- السيرة الذاتية لمحرزية العبيدي على موقع مرصد المجلس الوطني التأسيسي التابع لمنظمة البوصلة.
- السيرة الذاتية لمحرزية العبيدي على موقع مرصد مجلس نواب الشعب التابع لمنظمة البوصلة.